# Forshaga
Forshaga é uma pequena cidade da província histórica de Varmlândia. Tem cerca de 6 229 habitantes  e é a sede do município de Forshaga, no condado de Varmlândia, situado no centro da Suécia.  Está situada a 10 km a sul de Karlstad.